# Länsväg 249
Länsväg 249 är en primär länsväg i Örebro och Västmanlands län. Den går sträckan Lindesberg - Frövi - Fellingsbro - Arboga.
Länsväg 249 utgör en förbindelse för  tung lastbilstrafik mellan Riksväg 50 vid Lindesberg och E18/E20 vid Arboga.
Vägen är mestadels smal, och är omväxlande skyltad 70 km/h eller 80 km/h utom vid passagerna genom Fellingsbro och Vedevåg, där det är 50 km/h. Sedan 2005 går vägen via en förbifartsled norr om Frövi samhälle, som ersatte en av de sämsta delsträckorna på hela sträckningen mellan Arboga och Lindesberg. Den gamla sträckningen mellan Frövi och Sverkesta utgör numera länsväg T 842.

## Anslutande vägar
| Väg        | Ort        |
| ---------- | ---------- |
| Riksväg 50 | Lindesberg |
| E18/E20    | Arboga     |